# Guillaume Van Tongerloo
Guillaume Van Tongerloo (* 29. Dezember 1933 in Meerle, Gemeinde Hoogstraten, Belgien; † 19. Januar 2017 in Hoogstraten) war ein belgischer Radrennfahrer.
Als Amateur nahm Van Tongerloo an den Olympischen Spielen 1956 teil und wurde mit der belgischen Auswahl Vierter der Mannschaftsverfolgung auf der Bahn. Auf der Straße gewann er 1957 je eine Etappe der Schweden-Rundfahrt und der Friedensfahrt. Im Rennen der Straßenradsport-Weltmeisterschaften 1957 kam er auf den 7. Platz.
Anschließend wechselte Van Tongerloo in das Lager der Profis. Seine beste Platzierung bei einem Monument des Radsports war Rang fünf bei Lüttich–Bastogne–Lüttich 1961. Den Giro d’Italia 1961 beendete er als Gesamtachter und die Vuelta a España 1963 als Gesamtzehnter. Beim Halbklassiker Scheldeprijs wurde 1962 und 1963 jeweils Zweiter. Beim Langstreckenrennen Bordeaux–Paris wurde er 1959 Dritter. Nach Ende der Saison 1967 beendete er seine Laufbahn als Berufsfahrer.

## Teams
- 1957–1958: De Visscher Sport
- 1959–1960: Mercier
- 1961: Faema
- 1962–1965: Flandria
- 1966: Smith’s
- 1967: Goldor